# Rdzeń pnia
Rdzeń pnia – środkowa część drewna okrągłego, stanowiąca jego fizjologiczną oś.
Występuje on na przekroju poprzecznym w postaci plamki ciemniejszej lub jaśniejszej od otaczającego drewna, o średnicy 1–5 mm. Na przekroju promieniowym rdzeń ma postać zabarwionej smugi, mniej lub więcej odchylającej się od podłużnej osi symetrii drewna okrągłego. 
Kształt rdzenia na przekroju poprzecznym jest cechą charakterystyczną gatunku drzewa, np. u dębu jest gwiaździsty, u jesionu – czworokątny, u olchy – trójkątny, u topoli – pięciokątny, u innych gatunków ma zarys koła lub owalu. Trudno jednak jest dokładnie określić ten kształt na próbce drewna. Charakterystyczne dla siebie kształty gatunki zniekształcają podczas kolejnych lat życia pędu.
Rdzeń w młodym wieku składa się z komórek cienkościennych, wypełnionych żywą treścią, która z czasem zanika, a komórki wypełniają się powietrzem. Cienkościenne komórki rdzenia są elementem mało wytrzymałym, a więc technicznie bezwartościowym. Rdzeń jest najczęściej otoczony szerokim przyrostem drewna o mniejszej twardości niż pozostałe, dlatego cała ta strefa uważana jest w wyrobach drzewnych za wadę. W rdzeniu i otaczającym go drewnie często występują tzw. spękania rdzeniowe; zdarza się też, że cała ta strefa wyłupuje się z drewna, oddzielając się od niego na granicy słoja rocznego, w postaci walca dość pokaźnej długości.

## Przykłady kształtów rdzenia na przekrojach poprzecznych różnych gatunków drzew

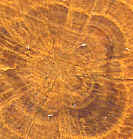
rdzeń dębu
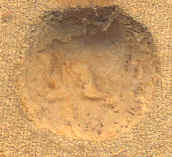
rdzeń bzu
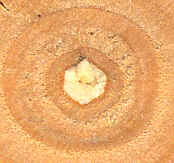
rdzeń jesionu
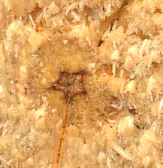
rdzeń osiki